# Kushinagar
Kushinagar (Hindi: कुशीनगर, Kuśīnagar, früher Kusinara; Pali: Kusinārā) ist eine Stadt mit ca. 22.000 Einwohnern im indischen Bundesstaat Uttar Pradesh. Der Ort gilt gemeinhin als Sterbeort Buddhas.

## Lage
Kushinagar liegt im Nordosten Uttar Pradeshs, nahe der Grenze zu Nepal im Distrikt Kushinagar, rund 53 km (Fahrtstrecke) östlich von Gorakhpur bzw. rund 227 km nordöstlich von Varanasi in einer Höhe von knapp 80 m. Durch Kushinagar führt die nationale Fernstraße NH 28, die nächsten Bahnhöfe befinden sich in Deoria (35 km südlich) und Gorakhpur. Aus touristischen Gründen verfügt die Kleinstadt seit dem Jahr 2020 über einen Flughafen (Kushinagar Airport).

## Geschichte
Vor Ort existieren viele Überreste der einstigen Bedeutung der Stadt als Zentrum des Malla-Reichs und Metropole des Maurya-Reichs. Im 5. nachchristlichen Jahrhundert sank die Bedeutung Kushinagars jedoch, und spätestens mit dem Vordringen und der Etablierung des Islam in Indien geriet der Ort in Vergessenheit. Erst im ausgehenden 19. Jahrhundert wurde er durch den Indologen Alexander Cunningham wiederentdeckt.

## Buddhismus
Bedeutung hat der Ort vor allem als eine der vier wichtigsten Pilgerstätten des Buddhismus, da der Überlieferung nach Gautama Buddha in einem nahegelegenen Salbaum-Hain verstorben ist bzw. nach buddhistischem Verständnis das Parinirvana erreichte. Die Verortung Kushinagars als Sterbeort Buddhas ist jedoch unter Historikern und Archäologen umstritten.

## Sehenswürdigkeiten
In Kushinagar finden sich die Überreste mehrerer alter Stupas und Klöster, sowie moderne Tempel und Klöster, die von Buddhisten aus Südost- und Ostasien gestiftet wurden. Der Ramabhar-Stupa stammt aus der Regierungszeit des Kaisers Ashoka und wurde vom Gupta-Herrscher Kumaragupta I. (reg. 414–455) vergrößert. Er wurde im Jahr 1867 von den Briten ausgegraben, und 1927 von burmesischen Buddhisten restauriert. Der Paranirvana-Stupa beherbergt eine neuzeitliche, ca. 6 m lange vergoldete Statue des ruhenden Buddha. Ringsherum befinden sich die Ruinen von vier Klöstern.

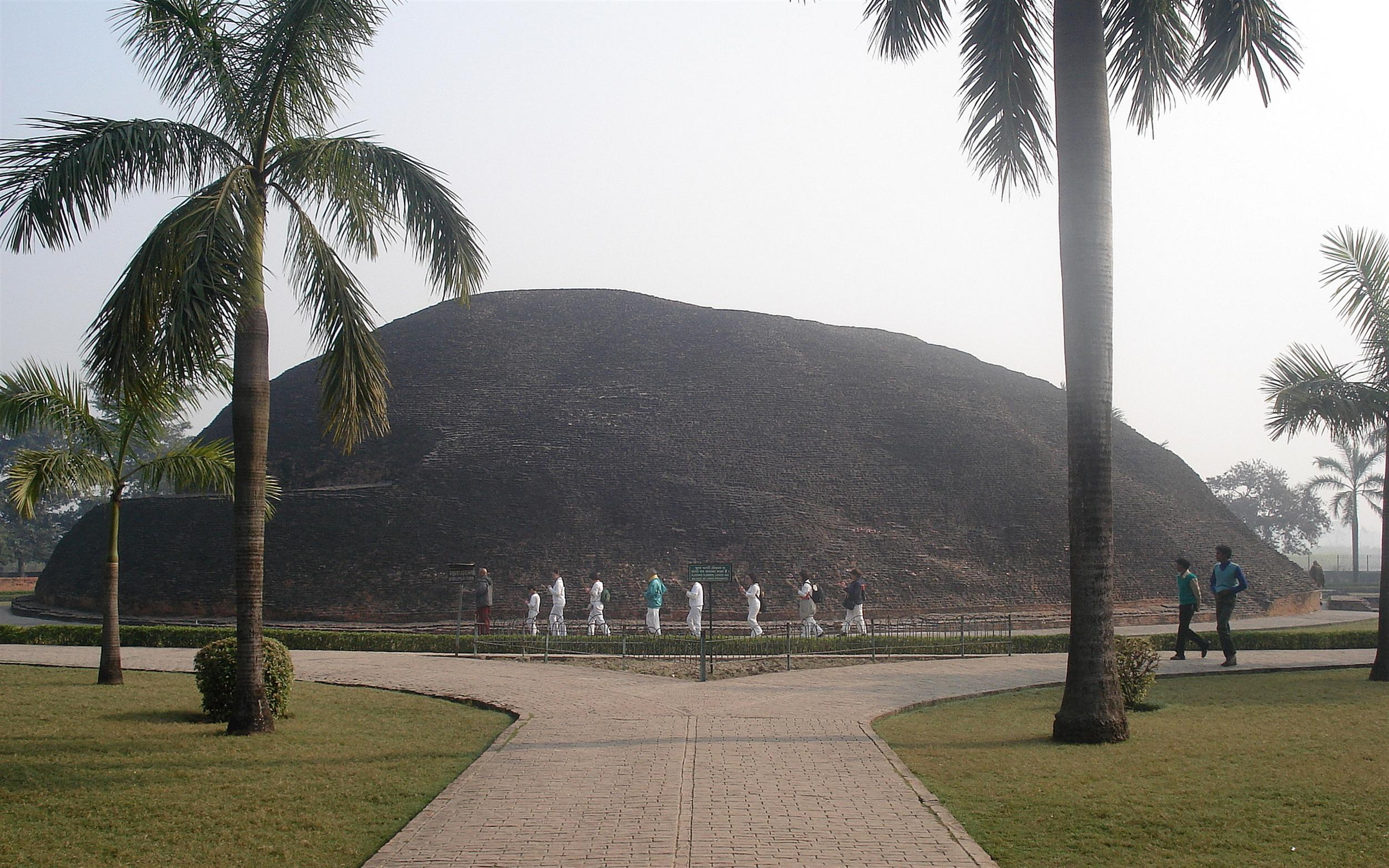
Ramabhar-Stupa
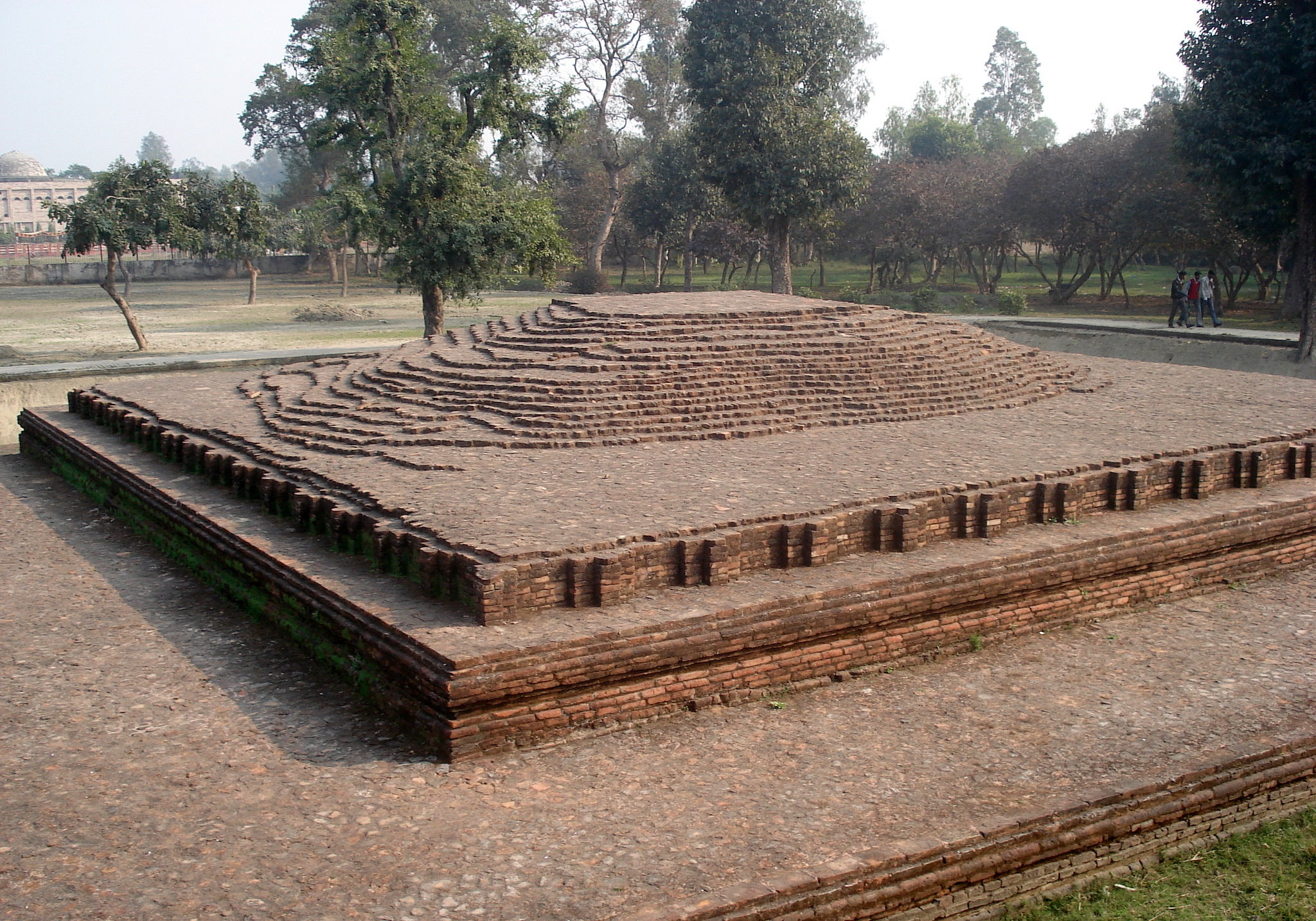
Einäscherungsplatz Buddhas
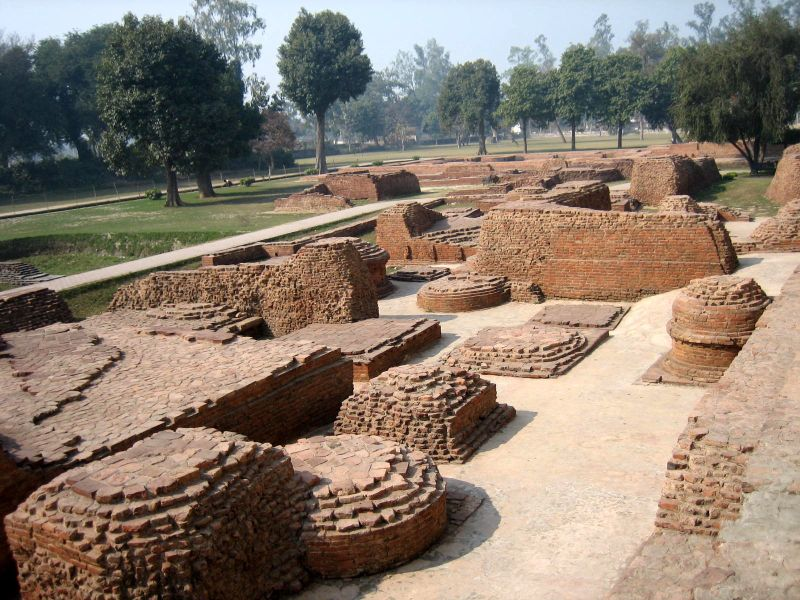
Votivstupas etc.
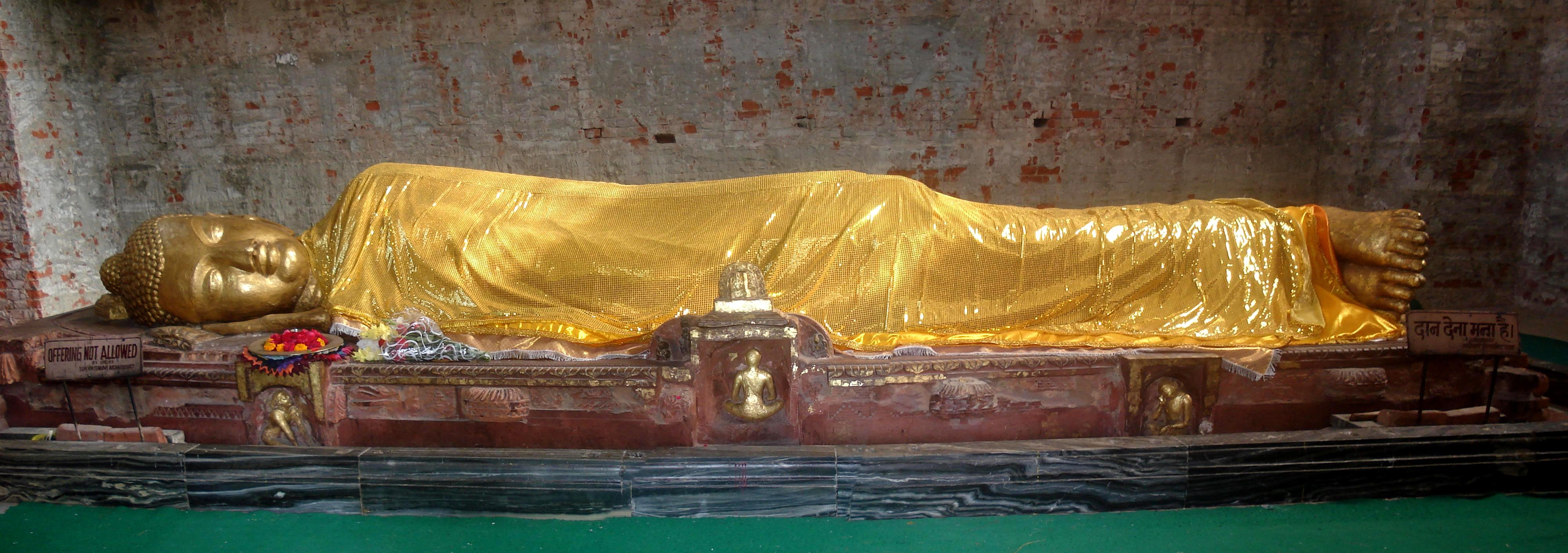
Buddha-Statue im Parinirvana-Tempel